# Mahrès (délégation)
Mahrès est une délégation tunisienne dépendant du gouvernorat de Sfax.
Créée en 1957, elle se divise en six imadas : Aithet Echelaïa, Chaffar, Essamara, Mahrès, Mahrès Sud et Sidi Ghrib.
En 2004, elle compte 30 676 habitants dont 15 312 hommes et 15 364 femmes répartis dans 6 506 ménages et 9 014 logements.